# Мультивсесвіт (Marvel Comics)
Мультивсесвіт Marvel Comics — сукупність усіх всесвітів, що з'являлися в американських коміксах видавництва Marvel Comics та їхніх адаптаціях. Більшість історій відбувається на Землі-616 (її найчастіше ідентифікують як просто «всесвіт Marvel»), яка є однією із безлічі у мультивсесвіті. Комікс Captain Britain (укр. Капітан Британія) встановив таку нумерацію основного всесвіту, а іншим відповідно «Земля-» і номер.
Після Captain Britain концепція безлічі всесвітів була розвинена іншими авторами в рамках наступних коміксів та сюжетних ліній/арок від Marvel Comics: Exiles (2001; укр. Вигнанці), коміксах про Людей Ікс, зокрема сюжетна лінія «Дні минулого майбутнього», Ultimate Fantastic Four (2004), Spider-verse (2014), Secret Wars (2015; укр. Таємні війни) тощо. Іноді автору легше відокремити свій сюжет, щоб не залежати від попередніх коміксів, або ж історія вимагає того, щоб там були задіяні альтернативні всесвіти.
Тема мультивсесвіту була задіяна у багатьох мультсеріалах та відеоіграх. У рамках кіновсесвіту Marvel вона спочатку лише згадувалася у фільмі «Доктор Стрендж» (2016), у «Месниках: Завершення» (2019) пояснювався принцип подорожей в часі. Повноцінно мультикіновсесвіт з'явився у серіалі «Локі» (2021), а також буде елементом сюжетів «А що як...?», «Людина-павук: Додому шляху нема» (2021) та «Доктора Стренджа у мультивсесвіті божевілля» (2022).

## Концепція
Мультивсесвіт — це сукупність різних всесвітів, що відрізняються один від одного, але мають спільне походження — Великий вибух, однакову природу, закони фізики і наявність життя. Зазвичай всесвіти виникають через те, що в одному дія відбувається одним чином, а в інших всесвітах щось іде не так. Багато всесвітів побудовані на основі того, що час в них плине інакше, ніж в інших. Наприклад, умовний перший всесвіт відстає від другого на секунду, третій від другого ще на секунду тощо. Також деякі всесвіти утворюються через подорожі в часі деяких персонажів. До прикладу, Кейбл прибуває з майбутнього, де мутанти поневолені, у теперішній час і запобігає цьому. Завдяки його діям відокремились два різних всесвіти (у цьому випадку їх ще називають альтернативними часовими лініями) — в одному мутанти все ще поневолені, а в іншому вже ні.

## Поняття мультивсесвіту
Система класифікації альтернативних всесвітів була створена, більшою мірою, письменником Марком Грюнвальдом. Згідно з нею, всесвіт Marvel є частиною мультивсесвіту Marvel, який є складовою Мегавсесвіту, а він, в свою чергу, Омнівсесвіту, що не обмежується одними тільки продуктами від Marvel.

### Всесвіт
Всесвіт є окремою реальністю на кшталт Землі-616. Що важливо, вимір і всесвіт — це різні поняття. Наприклад, численні варіації пекла в коміксах Marvel, Асґард, Негативна Зона та Мікросвіт є вимірами, які знаходяться за межами простору або в місці, до якого неможливо добратись звичайним способом як ходьба, політ або телепортація. Щоб потрапити туди потрібно використовувати магію, зменшення до надзвичайно маленьких розмірів, стрибнути через веселковий міст тощо. Деякі виміри знаходяться між всесвітами: до таких належить Інший Світ — головне сховище Корпусу Капітанів Британія, домівка Мерліна і його дочки.
Кожен всесвіт має свого хранителя або охоронця. Зазвичай, ним виступає версія Капітана Британія, або Верховний маг. Довгий час альтернативні версії Капітана Британія з різних всесвітів були об'єднані в Корпус Капітанів Британія, який слідкував за цілісністю мультивсесвіту, наряду із Управлінням часових змін і Вигнанцями. Пізніше всі члени корпусу були вбиті, крім оригінального з Землі-616.
Термін «всесвіт Marvel» найчастіше стосується мультивсесвіту Marvel загалом або до Землі-616, вживання залежить від контексту.

### Мультивсесвіт
Мультивсесвіт включає в себе Землю-616, всесвіти, що з'явилися у серії коміксів What If...? та більшість інших альтернативних всесвітів з коміксів/книг/кінематографу/анімаційних проєктів Marvel. Оригінальний термін був придуманий письменником Майклом Муркоком для його серії новел «Вічний чемпіон».
Мультивсесвіти різної природи з інакшими законами фізики об'єднані в Мегавсесвіт. Вперше цей термін був згаданий у версії Official Handbook of the Marvel Universe за XXI століття.
Усі можливі вигадані й невигадані всесвіти з усіх існуючих коміксів, книг, фільмів, серіалів, аніме або міфів та легенд складають Омнівсесвіт (також Всевсесвіт, або Світобудова). Технічно він може бути лише один, адже все є його частиною. Цитата з Official Handbook of the Marvel Universe: Alternate Universe: «Він включає в себе кожен літературний витвір, телесеріал, кіно, міську легенду, всесвіт чи вимір тощо, які коли-небудь існували. Він включає всіх: від Папая до Роккі Бальбоа, Рональда Рейгана, Ромео та Джульєтти, Люка Скайвокера тощо».

## Відомі всесвіти
Основний всесвіт в коміксах Marvel має назву Земля-616. Вперше вона була затверджена в коміксі Captain Britain і відтоді не змінювалась (на постійній основі). Відштовхуючись від цього, інші всесвіти теж мають в назві «Земля-» і число. Ці числа зазвичай присвоюються в офіційних довідниках від Marvel, або в самих коміксах під час кросоверів, де фігурують персонажі з інших «земель». 
Деякі всесвіти не мають свого номера, тому Marvel Database — найбільша інтернет-енциклопедія, присвячена продуктам від Marvel, дає їм власні номери. Вони є тимчасовими до того моменту, поки довідники не присвоять офіційну назву. Marvel Database називають їх «Земля-TRN» (скорочення від Temporary Reality Numbers, укр. Тимчасові Номери Реальностей) і тризначне число.

### Всесвіти коміксів
Нижче перелічені найвідоміші всесвіти, що фігурували насамперед в оригінальних коміксах Marvel.
| Назва        | Дебют                                   | Примітки |
| ------------ | --------------------------------------- | --- |
| Земля-616    | Motion Picture Funnies Weekly #1 (1939) | - Події більшості коміксів Marvel Comics. - Основний всесвіт, відмінності інших найчастіше встановлюють порівняно з ним. - Отримав назву у The Daredevils. |
| Земля-1610   | Ultimate Spider-Man #1 (2000)           | - Ultimate-всесвіт є переосмисленням історій супергероїв Marvel на сучасний лад. - Рідний світ Майлза Моралеса (нової Людини-павука) та Алтімейтс (аналог Месників у цьому всесвіті). - Після подій сюжетної лінії «Таємні війни» 2015 року був повністю знищений, в той час як деякі персонажі оселились на Землі-616. - У Spider-Man II було визначено, що Земля-1610 була повністю відновлена. - Пронумерований в Marvel Encyclopedia: Fantastic Four. |
| Земля-8311   | Marvel Tails #1 (1983)                  | - Рідний світ Свина-павука (Пітера Поркера) та багатьох інших версій супергероїв-тварин. - Назва отримана у Marvel Encyclopedia: Fantastic Four. Хоча, під час «Spider-verse» було визначено, що Свин-павук походить з Землі-25. |
| Земля-928    | Spider-Man 2099 #1 (1992)               | - Домівка Мігеля О'Гари — Людини-павука 2099. В цьому світі епоха супергероїв давно минула, а в кінці XXI століття з'являються ті, хто вирішив продовжити справу давно забутих героїв. - Вперше був пронумерований у Marvel Encyclopedia: Fantastic Four. Під час Spider-verse цей всесвіт був визначений як одна з майбутніх часових ліній Землі-616. |
| Земля-982    | What If? vol. 2 #105 (1998)             | - Всесвіт, де розгортаються події коміксів MC2. - Рідний світ Дівчини-павука (Мей Паркер), A-Next (юні послідовники Месників) та Фантастичної п'ятірки. - Номер отриманий у Marvel Encyclopedia: Fantastic Four. |
| Земля-2149   | Ultimate Fantastic Four #21 (2005)      | - Оригінальний всесвіт подій Marvel Zombies, де на Землю потрапив вірус, який поступово перетворює всіх героїв та лиходіїв на зомбі. - Пронумерований в Alternate Universes 2005. |
| Земля-90214  | Spider-Man Noir #1 (2009)               | - Події відбуваються в альтернативних 1920-х і 1930-х роках, де суперлюдей майже немає. Всесвіт поєднує елементи нуару та pulp-журналів. |
| Земля-25     | Edge of Spider-Verse #2 (2014)          | - Домівка Ґвен-павук. У цьому всесвіті радіоактивний павук вкусив Ґвен Стейсі, натомість Пітер Паркер став Ящером. |
| Земля-811    | X-Men #141 (1981)                       | - Місце подій сюжетної лінії «Дні минулого майбутнього». Кітті Прайд і Росомаха намагаються запобігти плачевному майбутньому мутантів. - Номер зазначений у Official Handbook to the Marvel Universe: Alternate Universes 2005. |
| Земля-712    | Avengers #85-86 (1971)                  | - Рідний всесвіт Гіперіона і Вищої Ескадрильї. Ці персонажі базуються на Супермені та Лізі Справедливості з DC Comics. - Існує в кількох різних версіях, одна з яких теж є альтернативним майбутнім Землі-616. |
| Земля-807128 | Wolverine vol. 3 #66 (2008)             | - Події коміксу Старий Лоґан. Постапокаліптичний світ, в якому за один день більшість супергероїв були вбиті, а лиходії почали правити Землею. Тут живе старий Лоґан, який завів сім'ю; його давній друг — сліпий Соколине Око; внуки Галка, що вимагають гроші у всіх тамтешніх тощо. |
| Земля-1218   | Marvel Team-Up #137 (1984)              | - Земля-1218 — це назва нашого всесвіту, присвоєна йому в коміксах Marvel. Тут не існує супергероїв та суперлиходіїв, зате вони є в коміксах. |
| Земля-58163  | House of M #1 (2005)                    | - Всесвіт, де після зміни реальності від рук Багряної Відьми герої не спробували відновити все назад. В ньому люди й мутанти живуть в мирі півстоліття після завершення війни між ними. |
| Земля-9997   | Earth X #0 (1999)                       | - Дистопічна версія всесвіту Marvel, створена Алексом Россом та Джимом Крюгером. - Номер присвоєний у Official Handbook of the Marvel Universe Vol 4 #17. |
| Земля-2301   | Marvel Mangaverse: New Dawn (2002)      | - Всесвіт Marvel, стилізований під мальовку та сюжетні елементи японських мальописів. |
| Земля-295    | X-Men: Alpha (1995)                     | - Є основним сетингом сюжетної лінії «Ера Апокаліпсиса», де лиходій Апокаліпсис завоював Північну Америку та продовжує тероризувати світ. - Домівка Найта Грея (Людини-Ікс), що є тутешньою версією Кейбла. |

### Всесвіти інших медіа
Нижче зазначені всесвіти, що є адаптаціями елементів коміксних історій в інших видах медіа, як-от кіно, телебаченні, анімації чи відеоіграх.
| Назва        | Дебют                                                                                   | Примітки |
| ------------ | --------------------------------------------------------------------------------------- | --- |
| Земля-199999 | «Залізна людина» (2008)                                                                 | - Більш знаний як кіновсесвіт Marvel (англ. Marvel Cinematic Universe). До його складу входять фільми, створені Marvel Studios, короткометражки, серіали від ABC, Hulu, Netflix тощо. - Перша поява Філа Колсона, Еріка Селвіґа, Лео Фітца, Джемми Сіммонс, Деніела Суза й низки інших. - У серіалі «Локі» сталося розгалуження основного часоряду і тепер існує нескінченна кількість альтернативних кіновсесвітів Marvel . - Пронумерований в Official Handbook of the Marvel Universe A-Z Volume 5. |
| Земля-TRN688 | «Веном» (2018)                                                                          | - Офіційна назва: Всесвіт героїв Marvel від Sony Pictures (англ. Sony Pictures Universe of Marvel Characters). - Містить фільми «Веном», майбутні «Веном 2: Карнаж», «Морбіус» та «Крейвен-мисливець». |
| Земля-10005  | «Люди Ікс» (2000)                                                                       | - Включає в себе оригінальну трилогію про Людей Ікс, фільми «Люди Ікс: Початок. Росомаха», «Люди Ікс: Перший клас» і «Росомаха» від тоді ще 20th Century Fox. - Був перезапущений внаслідок подій фільму «Люди Ікс: Дні минулого майбутнього», тому наступні фільми про мутантів є частиною нового всесвіту. |
| Земля-TRN414 | «Люди Ікс: Дні минулого майбутнього» (2014)                                             | - Трилогія приквелів про Людей-Ікс, «Дедпул», «Дедпул 2» та «Нові мутанти». |
| Земля-17315  | «Лоґан: Росомаха» (2017)                                                                | - Є альтернативною часовою лінією Землі-10005, світ, де мутанти практично перестали народжуватись. - Адаптує елементи коміксу Старий Лоґан. |
| Земля-121698 | «Фантастична четвірка» (2005)                                                           | - Всесвіт, де розгортаються події дилогії фільмів «Фантастична четвірка» та «Фантастична четвірка 2: Вторгнення Срібного серфера». - Пронумерований у Official Handbook of the Marvel Universe A-Z Volume 5. |
| Земля-96283  | «Людина-павук» (2002)                                                                   | - Сетинг трилогії Сема Реймі про Людину-павука (у виконанні Тобі Магвайра). - Включає фільми «Людина-павук», «Людина-павук 2» і «Людина-павук 3: Ворог у тіні». |
| Земля-120703 | «Нова Людина-павук» (2012)                                                              | - Дилогія Марка Вебба з Ендрю Гарфілдом у ролі Людини-павука. - Стрічки «Нова Людина-павук» і «Нова Людина-павук: Висока напруга». |
| Земля-701306 | «Шибайголова» (2003)                                                                    | - Місце розгортання подій кінофільмів «Шибайголова» й «Електра». - Номер встановлений у Official Handbook of the Marvel Universe A-Z #5. |
| Земля-121348 | «Примарний вершник» (2007)                                                              | - Всесвіт фільму «Примарний вершник», його продовження та відеогри за мотивами стрічки. |
| Земля-26320  | «Блейд» (1998)                                                                          | - До цієї реальності входять фільми «Блейд», «Блейд II», «Блейд: Трійця» і 13-серійний телесеріал 2006 року. |
| Земля-TRN810 | «Агенти Щ.И.Т.» (епізод New Life, 2019)                                                 | - Сетинг сьомого сезону телесеріалу «Агенти Щ.И.Т.», де хронікоми вмішуються в хід історії, щоб позбутися Щ.И.Т.а. - Є відгалуженням Землі-199999, основної для кіновсесвіту. - Уламки Щ.И.Т. тут очолює Дік Шоу, уродженець альтернативного майбутнього TRN676, де Земля була знищена Гравітоном і Дейзі Джонсон (події п'ятого сезону). |
| Земля-92131  | «Люди Ікс» (епізод Nights of the Sentinels. Part 1, 1992)                               | - Включає в себе мультсеріали «Люди Ікс», «Людина-павук» та (можливо) інші анімаційні серіали Marvel 80-х і 90-х. - Пронумерований в п'ятому томі Official Handbook of the Marvel Universe A-Z. |
| Земля-8096   | «Росомаха та Люди Ікс» (епізод Hindsight (Part 1), 2009)                                | - Також знаний як Анімаційний всесвіт Крістофера Йоста. - Сетинг мультсеріалів «Росомаха та Люди Ікс» і «Месники: Могутні герої Землі», мультфільмів «Галк проти Росомахи», «Галк проти Тора» й «Тор: Сказання Асґарду». |
| Земля-10022  | «Планета Галка» (2010)                                                                  | - Всесвіт, де розгортаються події мультфільму «Планета Галка». |
| Земля-12041  | «Людина-павук. Щоденник супергероя» (епізод Great Power and Great Responsibility, 2012) | - Всесвіт анімаційних серіалів від Disney XD: «Людина-павук. Щоденник супергероя», «Месники: Загальний збір» (перші 4 сезони) та «Галк і агенти УДАР». - Номер був отриманий в Secret Wars: Official Guide to The Marvel Universe. |
| Земля-17628  | «Вартові галактики» (епізод Road to Knowhere, 2015)                                     | - Реальність мультсеріалів «Вартові галактики», «Людина-павук» і «Месники: Завдання Чорної пантери». |
| Земля-67     | «Людина-павук» (епізод The Power of Dr. Octopus, 1967)                                  | - Сетинг класичного мультсеріалу 60-х. - Також фігурує в сцені після титрів «Людини-павука: Навколо всесвіту» (2018). - Був пронумерований під час Spider-verse. |
| Земля-13122  | Lego Marvel Super Heroes (2013)                                                         | - Всесвіт, де практично все складається з деталей конструктора LEGO. - Тут відбувались події відеоігор Lego Marvel Super Heroes, Lego Marvel's Avengers і Lego Marvel Super Heroes 2. - Остання гра також представила Lego-версії інших всесвітів. |
| Земля-30847  | X-Men vs. Street Fighter (1996)                                                         | - Місце подій відеоігор-файтингів серії Marvel vs. Capcom, кросовером з японською студією Capcom. |
| Земля-1048   | Marvel's Spider-Man (2018)                                                              | - Події ігровсесвіту Marvel, поки що він складається з Marvel's Spider-Man, Marvel's Avengers і Marvel's Spider-Man: Miles Morales. - Номер присвоєний у Spider-Geddon #0. |

## У кіновсесвіті Marvel
Мультивсесвіт згадується Старійшиною при її знайомстві зі Стівеном Стренджем, майбутнім Верховним магом Землі (події фільму «Доктор Стрендж», 2016). Вона розповідає, що «цей» світ лише один з багатьох, деякі дарують життя, а інші є суцільною темрявою. Коли Стівен вчиться володінню магією, то дізнається про інші виміри. Хоча виміри й подаються як елементи мультивсесвіту, вони є частиною одного всесвіту, що знаходяться в інших площинах. Карл Мордо також переймається тим, що необережне використання Каменя часу може призвести до непоправних змін.
У фільмі «Месники: Війна нескінченності» (2018) божевільний титан Танос полює за Каменями Вічності. Доктор Стрендж об'єднується із земними супергероями та Вартовими галактики, щоб подолати лиходія. Проте згодом, використовуючи Камінь часу, він розглядає 14000605 варіантів розвитку подій і лише один визначає переможним. Таносу вдається виконати свій план — знищити половину населення Всесвіту для процвітання іншої одним клацанням пальців, володівши усіма Каменями Вічності.
У фільмі «Месники: Завершення» (2019) п'ятьма роками після Клацу Скотт Ленґ / Людина-мураха несподівано повертається з Квантового виміру та прямує до супергеройської команди Месників. Разом вони вивчають природу часових мандрівок і виявляють, що змінити теперішнє неможливо, а при переміщенні в минуле просто утворюється окремий незалежний всесвіт/часоряд. Герої вирушають в різні куточки минулого, аби викрасти камені та з їх допомогою повернути всіх до життя. Проблема виникає з Тесерактом (Каменем простору), який викрадає Локі, тому Залізна людина й Капітан Америка забирають артефакт з іншого часу — 1970 року. Танос з цього всесвіту навідується до «нашого», щоб заполучити камені, але об'єднаним героям вдається його подолати. Стів Роджерс повертає артефакти назад на ті ж місця, залишається жити з Пеггі Картер у 1950-х, а постарівши повертається до основного всесвіту, передавши свій титул Сему Вілсону.
За сюжетом стрічки «Людина-павук: Далеко від дому» (2019) Квентін Бек використовує голографічні дрони для обману суспільства. Таким чином він робить із себе героя Містеріо, що буцімто прибув із Землі-833, щоб боротися із смертоносними Елементалями. Основний всесвіт Бек називає Землею-616.
У своєму сольному серіалі Локі версії 2012 року після втечі з Тесерактом затримують агенти Управління Часовими змінами (УЧЗ). Ця установа спеціалізується на відстежуванні відхилень у Священному часоряді, який схвалюється трьома загадковими Хранителями часу. Локі є порушником, так званим «змінювачем», адже пішов на перекір звичному плину часу. Детектив Мобіус вважає Локі корисним для розслідування однієї справи, а саме спіймати його альтернативну жіночу версію на ім'я Сильвія, яка з дитинства переховується від УЧЗ та вміє зачаровувати людей, викликаючи їм спогади. Таким чином вона дізнається, що працівники УЧЗ насправді теж колись були змінювачами, яких викрали з відхилень часоряду та стерли пам'ять. Локі й Сильвія об'єднуються, аби подолати Хранителів часу, та ті виявляються фальшивками. Згодом вони потрапляють у кінець історії, куди викидаються стерті часоряди, а також живуть інші версії Локі. Тут же водиться хмароподібна істота Аліот, завдяки якій герої відчиняють прохід до Цитаделі в кінці часу. Всередині проживає Той, хто лишається, що давним-давно налагодив контакт зі своїми численними альтернативними версіями (деякі знані як Канг Завойовник), ділившись досвідом та винаходами, але згодом між ними розгорілася Мультивсесвітня війна. Він поклав край конфліктам, ізолювавши часоряд та заснувавши УЧЗ. Сильвії й Локі він дає вибір: стати його гідними послідовниками чи вбити його, давши волю розгалуженню часоряду. Не справившись із біллю, що накопичилася за роки біженства, Сильвія убиває винного у всіх її бідах. Тим часом Локі опиняється в альтернативному УЧЗ, Мобіус не впізнає його, а замість трьох хранителів тут височіє статуя Канга.
Розгалуження головного часоряду продемонстроване у дев'ятисерійному мультсеріалі «Що якби?» (2021), заснованому на однойменній серії коміксів. Сюжет складається із фантазій на тему альтернативного розвитку подій фільмів франшизи, як-от порятунок Тоні Старка Кіллмонгером, або якщо б суперсолдатом стала Пеггі Картер. Оповідачем цих історій є Спостерігач Уату (озвучує Джеффрі Райт), що поклявся не втручатись у хід історії. Одна з відгалужень призводить до перемоги Альтрона, який за допомогою тіла Віжена та Каменів Вічності спустошує весь всесвіт, після чого проникає у вимір Спостерігача та починає вторгнення в інші всесвіти. Щоб його зупинити, Уату руйнує свою клятву та скликає героїв з різних куточків Мультивсесвіту, серед яких Капітан Картер, Т'Чалла Зоряний лицар, Верховний Стрендж, Ерік Кіллмонгер, Тор-гульвіса, Ґамора Імператриця та згодом Чорна вдова із Арнімом Зола. Після перемоги над Альтроном, Кіллмонгер вирішує використати Камені для власних потреб, тож його з Золою зачиняють у кишеньковому вимірі. Герої повертаються до своїх домівок. Наташа, як остання вціліла людина свого світу, заявляє Спостерігачеві, що для нього вони нічого не вартять. Він переконує її в зворотному та переміщає до всесвіту, де тамтешня Чорна вдова загинула перед збором Месників.
У справи мультивсесвіту вмішається і Людина-павук у своєму триквелі з підзаголовком «Нема шляху додому» (2021). Серед акторського складу залучені актори з попередніх екранізацій Павука, як-от Альфред Моліна та Джеймі Фокс.
Повністю увага мультивсесвіту буде приділена у фільмі «Доктор Стрендж у мультивсесвіті божевілля» (2022). Центральними героями виступлять Стівен Стрендж, Вонґ, Багряна відьма (історія якої продовжиться після «ВандаВіжен») та Америка Чавез. Стрічка називалася «наймоторішною у КВМ», а знімальний процес був дуже засекреченим.
Цілком ймовірно альтернативні всесвіти з'являтимуться і в інших майбутніх проєктах Marvel, як-от анонсований другий сезон «Локі». Крім цього, Канг Завойовник заявлений як новий основний антагоніст франшизи, історії з яким пов'язані з мандрівками у часі та просторі. Дедпул у виконанні Раяна Рейнольдса теж буде введений у кіновсесвіт Marvel шляхом мультивсесвіту.

## Цікаві факти
- Нумерація всесвітів є внутрішньою. Тобто, вона підтримується в самих коміксах та обігрується в сюжеті. Наприклад, проєкт «Пегас» (англ. Project Pegasus) має дані про номери альтернативних земель.
- Найбільше відоме числове значення у назві всесвіту має Земля-28744923048932[25].
- Серед інших реальностей можна виокремити і Землю-7642, призначену для кросоверів з різними франшизами. Цей всесвіт об'єднує героїв Marvel та DC Comics, Трансформерів, WildC.A.T.s, Witchblade тощо. Назва була присвоєна у Crisis on Infinite Earths Official Index, довіднику мультивсесвітом DC до «Кризи на нескінченних землях».
- Існують всесвіти, де всі персонажі набули вигляду гуманоїдних динозаврів та мавп — Земля-99476 та Земля-8101 відповідно.
- Ненадовго нумерація основного всесвіту (Землі-616) була змінена. У фіналі сюжетної арки «Людина Ікс» (випуски #71—74) сценарист Стівен Ґрант почав згадувати його як «Земля-611». Це пояснювалось тим, що деякі всесвіти (які напевно були вище по списку) були повністю знищені, тому номер пересунувся. Пізніше наступні автори ігнорували цю зміну. Це означає, що номер всесвіту ніколи не змінюється.
- У фільмі «Тор: Царство темряви» (2013) Ерік Селвіґ, знаходячись в психлікарні, розповідає іншим пацієнтам свої теорії про мультивсесвіт. Також він креслить схеми на дошці — посередині розміщений напис «616 universe» (укр. 616 всесвіт)[26].